# Mes amis Tigrou et Winnie : Enquêtes et Découvertes
Mes amis Tigrou et Winnie : Enquêtes et Découvertes ou Mes amis Tigrou et Winnie : Unis par l'amitié au Québec (My Friends Tigger and Pooh: Friendly Tails) est une compilation d'épisodes de la série télévisée Mes amis Tigrou et Winnie, sorti directement en vidéo en 2008. 

## Synopsis
Ce DVD contient trois épisodes : 
1. Un rhume collectif / Buster a disparu
2. Darby joue au ballon / Tigrou est pressé
3. Drôles de pirates / Tigrou attrape le hoquet

### Un rhume collectif/Buster a disparu
- Dans Un rhume collectif, Winnie l'ourson, Tigrou, Petit Gourou, Coco Lapin et Bourriquet sont enrhumés. Darby et Buster partent pour chercher du citron pour aider Maman Gourou à faire la soupe anti-rhume. Après que Maman Gourou a distribué les bols qui contiennent la soupe, Darby et Buster sont encore tombés malades.
- Dans Buster a disparu, Lumpy et Petit Gourou étaient en train de jouer avec Buster. Winnie l'Ourson avait presque voler à cause du vent, alors Darby et Tigrou l'ont aidé. Après avoir aidé Winnie, les supers détectives ont réalisé que Buster a disparu, alors ils mènent une recherche. À la fin de l'épisode, ils l'ont trouvé avec Lumpy et Petit Gourou en train de jouer chez eux.

### Darby joue au ballon/Tigrou est pressé
- Dans Darby joue au ballon, en jouant au ballon, Darby a réalisé que tous ses amis sauf Winnie l'ourson ont des queues. Alors, elle a voulu en avoir une. Les supers détectives l'aident pour en trouver une mais sans résultats. À la fin, Darby a compris que ce n'est pas nécessaire d'avoir une queue pour jouer au ballon.
- Dans Tigrou est pressé, Tigrou est le serveur de la Forêt des rêves bleus. Il est très pressé et il n'a ni le temps de jouer avec ses amis ni d'accomplir les missions des super détectives. Winnie l'ourson et Darby avec Buster ont essayé des convaincre Tigrou qu'il faut avoir une petite aide de ses amis.

### Drôles de pirates/Tigrou attrape le hoquet
- Dans Drôles de pirates, Petit Gourou et Lumpy jouaient le rôle des pirates et ils ont trouvé une carte qui renseigne sur un trésor caché. Ils ont appelé les super détectives pour les aider. À la fin, et après avoir trouvé le trésor qui était du MIEL, Winnie s'est rappelé que cette carte et ce trésor lui appartiennent.
- Dans Tigrou attrape le hoquet, Coco Lapin a célébré un genre de légumes avec lequel Winnie l'ourson, Porcinet, Darby et Tigrou ont fait une soupe. Tigrou les a mangées rapidement et a attrapé le hoquet. Les super détectives ont tenté de l'aider jusqu'à ce que Porc-Épine est venue et a proposé de  surprendre Tigrou.

## Fiche technique
- Titre français : Mes amis Tigrou et Winnie: Enquêtes et Découvertes
- Titre original : My Friends Tigger and Pooh: Friendly Tails
- Réalisation : David Hartman et Don Mackinnon
- Musique : Andy Sturmer
- Société de distribution : Buena Vista Home Entertainment
- Société d'édition : Walt Disney France
- Durée : 70 minutes
- Dates de sortie :
  -  États-Unis : 7 mars 2008
  -  France : 7 mai 2008
  -  Royaume-Uni : : 26 mai 2008

## Distribution

### Voix originales
- Jim Cummings : Winnie l'Ourson / Tigrou
- Travis Oates : Porcinet
- Ken Sansom : Coco Lapin
- Peter Cullen : Bourriquet
- Oliver Dillon : Lumpy
- Kath Soucie : Maman Gourou
- Chloë Moretz (États-Unis)[1] et Kimberla Berg (Royaume-Uni)[1] : Darby
- Dee Bradley Baker : Buster
- Tara Strong : Porc-Épine

### Voix françaises
- Roger Carel : Winnie l'ourson / Coco Lapin
- Patrick Préjean : Tigrou
- Lisa Caruso : Darby
- Hervé Rey : Porcinet
- Wahid Lamamra : Bourriquet
- Céline Monsarrat : Maman Gourou
- Donnie Lenner : Petit Gourou
- Lewis Weill : Lumpy
- Tanja Scheinder : Buster
- Virginie Ledieu : Porc-Épine

## Bonus DVD
- Épisode bonus : La Maison de Mickey : Pluto, le chien Baby-sitter
- Jeu Le Défi des supers détectives

## Annexe